# 作業環境測定
作業環境測定（さぎょうかんきょうそくてい）とは、作業環境の実態を把握するため空気環境その他の作業環境について行うデザイン、サンプリング及び分析（解析を含む。）のことをいう（労働安全衛生法第2条4号）。
労働者の健康障害防止のため、作業環境の測定や評価を行い、その結果に基づいて作業環境を改善することが目的である。

## 概説
作業環境測定の工程は、以下の流れで行われる（昭和47年9月18日基発第602号）。
- デザイン - 作業主任者等が、測定対象作業場の作業環境の実態を明らかにするために当該作業場の諸条件に即した測定計画をたてることをいい、その内容としては、生産工程、作業方法、発散する有害物の性状その他作業環境を左右する諸因子を検討して、サンプリングの箇所、サンプリングの時間及び回数、サンプリングした試料を分析するための前処理の方法、これに用いる分析機器等について決定することをいうものであること。
- サンプリング - 測定しようとする物の捕集等に適したサンプリング機器をその用法に従って適正に使用し、デザインにおいて定められたところにより試料を採取し、必要に応じて分析を行うための前処理、例えば、凍結処理、酸処理等を行うことをいうものであること。
- 分析（解析を含む） - サンプリングした試料に種々の理化学的操作を加えて、測定しようとする物を分離し、定量し、又は解析することをいうものであること。
- 評価 - A測定及びB測定を行い、管理区分を決定する。

## 対象事業場
事業者は、有害な業務を行う屋内作業場その他の作業場で、政令で定めるものについて、厚生労働省令で定めるところにより、必要な作業環境測定を行い、及びその結果を記録しておかなければならない（労働安全衛生法第65条第1項。以下、特に記さない限り、単に「作業環境測定」といえば同項の規定に基づく作業環境測定を指す）。作業環境測定は、厚生労働大臣の定める作業環境測定基準に従って行わなければならない（同条第2項。以下、特に記さない限り、単に「作業環境測定基準」といえば同項の規定に基づく作業環境測定基準を指す）。該当する作業場及び作業環境測定の頻度は、以下の通りである（労働安全衛生法施行令第21条）。
1. 土石、岩石、鉱物、金属又は炭素の粉じんを著しく発散する屋内作業場で、厚生労働省令で定めるもの - 6ヶ月以内ごとに1回
2. 暑熱、寒冷又は多湿の屋内作業場で、厚生労働省令で定めるもの - 半月以内ごとに1回
3. 著しい騒音を発する屋内作業場で、厚生労働省令で定めるもの - 6ヶ月以内ごとに1回
4. 坑内の作業場で、厚生労働省令で定めるもの - 半月以内ごとに1回
5. 中央管理方式の空気調和設備（空気を浄化し、その温度、湿度及び流量を調節して供給することができる設備をいう。）を設けている建築物の室で、事務所の用に供されるもの - 2ヶ月以内ごとに1回
6. 別表第二に掲げる放射線業務を行う作業場で、厚生労働省令で定めるもの - 1ヶ月以内ごとに1回
7. 別表第三第1号若しくは第2号に掲げる特定化学物質を製造し、若しくは取り扱う屋内作業場（同号3の3、11の2、13の2、15、15の2、18の2から18の4まで、19の2から19の4まで、22の2から22の5まで、23の2、33の2若しくは34の2に掲げる物又は同号37に掲げる物で同号3の3、11の2、13の2、15、15の2、18の2から18の4まで、19の2から19の4まで、22の2から22の5まで、23の2、33の2若しくは34の2に係るものを製造し、又は取り扱う作業で厚生労働省令で定めるものを行うものを除く。）、石綿等を取り扱い、若しくは試験研究のため製造する屋内作業場若しくは石綿分析用試料等を製造する屋内作業場又はコークス炉上において若しくはコークス炉に接してコークス製造の作業を行う場合の当該作業場 - 6ヶ月以内ごとに1回
8. 別表第四第1号から第8号まで、第10号又は第16号に掲げる鉛業務（遠隔操作によつて行う隔離室におけるものを除く。）を行う屋内作業場 - 1年以内ごとに1回
9. 別表第六に掲げる酸素欠乏危険場所において作業を行う場合の当該作業場 - 毎作業日ごと
10. 別表第六の二に掲げる有機溶剤を製造し、又は取り扱う業務で厚生労働省令で定めるものを行う屋内作業場 - 6ヶ月以内ごとに1回

厚生労働大臣は、作業環境測定の適切かつ有効な実施を図るため必要な作業環境測定指針を公表するものとし、厚生労働大臣は、この作業環境測定指針を公表した場合において必要があると認めるときは、事業者若しくは作業環境測定機関又はこれらの団体に対し、当該作業環境測定指針に関し必要な指導等を行うことができる（労働安全衛生法第65条第3、4項）。都道府県労働局長は、作業環境の改善により労働者の健康を保持する必要があると認めるときは、労働衛生指導医の意見に基づき、厚生労働省令で定めるところにより、事業者に対し、作業環境測定の実施その他必要な事項を指示することができる（同条第5項）。

## 評価
事業者は、作業環境測定の結果の評価に基づいて、労働者の健康を保持するため必要があると認められるときは、厚生労働省令で定めるところにより、施設又は設備の設置又は整備、健康診断の実施その他の適切な措置を講じなければならない（労働安全衛生法第65条の2第1項）。事業者は、この評価を行うに当たっては、厚生労働省令で定めるところにより、厚生労働大臣の定める作業環境評価基準に従って行わなければならない（同条第2項）。事業者は、作業環境測定の結果の評価を行ったときは、厚生労働省令で定めるところにより、その結果を記録しておかなければならない（同条第3項）。
有害物質の測定は、作業場内の平均的な濃度分布を測るA測定と、間欠的に有害物質の発散を伴う場合等作業場内の最も高い時と場所の濃度を測るB測定とを行う。個々の有害物質ごとに定められた管理濃度と測定結果とを比較し、その作業場の管理区分を決定する。
- 第1管理区分 - 95%以上の場所で管理濃度を超えない場合。現在の管理の継続的維持に努める。
- 第2管理区分 - 有害物質濃度の平均値が管理濃度を超えない場合。施設、設備、作業工程、作業方法の点検を行い、作業環境を改善するための必要な措置を講ずるよう努める。
- 第3管理区分 - 有害物質濃度の平均値が管理濃度を超える場合、もしくはB測定の測定値が管理濃度の1.5倍を超える場合。施設、設備、作業工程、作業方法の点検を行い、作業環境を改善するための必要な措置を講ずる。また労働者に有効な呼吸用保護具を使用させるほか、産業医が必要と認める場合に健康診断を実施し、その他労働者の健康保持のための必要な措置を講ずる。第3管理区分に区分された屋内作業場では、女性労働者の就業が禁止される（女性労働基準規則第2条）[2]。

記録の保存期間は3年間であるが、上記対象となる作業場のうち、1．は7年間、6．は5年間、7．のうち特別管理物質を取り扱う作業場については30年間、石綿を取り扱う作業場については40年間となる。

## 作業環境測定士
事業者は、指定作業場について作業環境測定を行うときは、厚生労働省令で定めるところにより、その使用する作業環境測定士にこれを実施させなければならない（作業環境測定法第3条第1項）。「指定作業場」とは、前述の作業場のうち、1、6（放射性物質取扱作業室、事故由来廃棄物等取扱施設に限る）、7、8、10である（作業環境測定法施行令第1条）。
作業環境測定士は、作業環境測定を実施するときは、作業環境測定基準に従ってこれを実施しなければならない（同法第4条第1項）。

## 作業環境測定機関
作業環境測定機関とは、厚生労働大臣又は都道府県労働局長の登録を受け、他人の求めに応じて、事業場における作業環境測定を行うことを業とする者をいう（同法第2条第7号）。
事業者は、作業環境測定法第3条第1項の規定による作業環境測定を行うことができないときは、厚生労働省令で定めるところにより、当該作業環境測定を作業環境測定機関に委託しなければならない。ただし、国又は地方公共団体の機関その他の機関で、厚生労働大臣が指定するものに委託するときは、この限りでない（同法第3条第2項）。作業環境測定機関は、他人の求めに応じて作業環境測定を行うときは、作業環境測定基準に従ってこれを行わなければならない（同法第4条第2項）。